# 歌セラ
『歌セラ』（うたせら）は、北海道放送、東北放送、テレビユー山形、大分放送が、TBSサービスやポニーキャニオンなどとともに共同製作・放送するテレビドラマ。全12話で、2010年10月14日から順次放送が開始された。

## 概要
カラオケルームを舞台に、漫才やコントで展開されるようなバラエティ色に富むストーリーを、1話完結形式の短編ドラマとして描くシチュエーション・コメディ形式のドラマ。本職のお笑いタレント達がテレビドラマ用にストーリーを書き下ろすのが特徴。

## 出演者

### 語り
- 金山一彦

### キャスト
第1回「男たち」
- 永岡卓也
- 北村栄基
- 三又又三
- 近江谷太朗
- 伊藤竜翼
- 塩川渉
- 八戸亮
- みひろ

第2回「伝説のHMC」
- 今立進（エレキコミック）
- 松本さゆき
- やついいちろう（エレキコミック）
- 脇知弘
- 桜塚やっくん

第3回「避難カラオケ」
- 西田麻衣
- 安居剣一郎
- 白鳥久美子（たんぽぽ）
- ユージ
- 末高斗夢
- 野村浩二
- 加瀬尊朗

第4回「解散します!ザ・ハーツ」
- 井戸田潤（スピードワゴン）
- 川本文太（ダブルブッキング）
- ゆうき（ヒデヨシ）
- もっち（むねもっち）
- 八戸亮
- 森田ガンツ

第5回「女っつーのは」
- 江口直人（どぶろっく）
- 森慎太郎（どぶろっく）
- 青島あきな
- 愛衣
- 大津琴子
- 坂本ちゃん
- 大場純子
- 加藤カズヨシ

第6回「センセイ」
- 西岡徳馬
- 増沢望
- 佐藤寛子
- 梅宮万紗子

第7回「説得」
- 小沢一敬（スピードワゴン）
- 三遊亭遊雀
- 梅宮万紗子

第8回「BLeeeeN」
- 三好博道
- 大坪康之
- 河口こうへい
- 替地桃子
- 田中涼子
- 鈴木あきえ
- 白石隼也
- 金山一彦

第9回「唄を忘れたカナリア」
- 木谷雅
- 折山みゆ

第10回「男と女のクリスマスイブ」
- 中野裕太
- 多田あさみ
- 白石隼也
- 原愛実

第11回「盛り下げる男」
- 諌山孝治
- 佐々木優介（磁石）
- さくら
- 辰巳奈都子
- 永沢たかし（磁石）

第12回「ふぞろいの妊婦たち」
- インリン
- 街田しおん
- 来栖あつこ
- 亜希子
- 黒洲カンタ
- 南絢香
- 原愛実
- 八戸亮
- 川村エミコ

## 放送日・サブタイトル
| 話数   | 放送日（テレビユー山形） | サブタイトル           | 作                         | 監督       |
| ------ | ------------------------ | ---------------------- | -------------------------- | ---------- |
| 第1話  | 2010年10月14日           | 男たち                 | 小沢一敬（スピードワゴン） | 四季涼     |
| 第2話  | 2010年10月21日           | 伝説のHMC              | 今井すゞ奈                 | 四季涼     |
| 第3話  | 2010年10月28日           | 避難カラオケ           | 相澤昇                     | 遠藤一平   |
| 第4回  | 2010年11月4日            | 解散します!ザ・ハーツ  | 米川榮一                   | 今村光弘   |
| 第5回  | 2010年11月11日           | 女っつーのは           | 江口直人（どぶろっく）     | 四季涼     |
| 第6回  | 2010年11月18日           | センセイ               | 井川修司（イワイガワ）     | 四季涼     |
| 第7回  | 2010年11月25日           | 説得                   | 松本哲也                   | 四季涼     |
| 第8回  | 2010年12月2日            | BleeeeN                | ゆうき（ヒデヨシ）         | 遠藤一平   |
| 第9回  | 2010年12月9日            | 唄を忘れたカナリア     | 大森よしき（JJポリマー）   | 遠藤一平   |
| 第10回 | 2010年12月16日           | 男と女のクリスマスイブ | 蒲田幸成                   | 四季涼     |
| 第11回 | 2010年12月23日           | 盛り下げる男           | 永沢たかし（磁石）         | 遠藤一平   |
| 第12回 | 2010年12月30日           | ふぞろいの妊婦たち     | 牧野圭祐                   | 三木康一郎 |

## スタッフ
- 原案：笠博勝（クリエイティブ・オフィスなび）
- 企画：TBSサービス、クリエイティブ・オフィスなび
- オープニングテーマ:「できれば君がイイ」近藤夏子（ワーナーミュージックジャパン）
- エンディングテーマ:「Why is it why?」
- 製作：高橋俊之（TBSサービス）、笠博勝（クリエイティブ・オフィスなび）、鷲頭哲郎（ポニーキャニオン）、山根恒（北海道放送）、鈴木健一郎（テレビユー山形）、広山卓志（東北放送）、工藤洋史（大分放送）
- 制作：クリエイティブ・オフィスなび
- 製作著作：「歌セラ」製作委員会

## 放送局
| 放送地域 | 放送局                | 放送期間                        | 放送日時                      | 放送系列 | 備考         |
| -------- | --------------------- | ------------------------------- | ----------------------------- | -------- | ------------ |
| 山形県   | テレビユー山形（TUY） | 2010年10月14日 - 2010年12月30日 | 木曜 24:45 - 25:15            | TBS系列  | 共同製作局   |
| 宮城県   | 東北放送（TBC）       | 2010年10月21日 - 2011年1月13日  | 木曜 25:30 - 26:00            | TBS系列  | 共同製作局   |
| 北海道   | 北海道放送（HBC）     | 2010年12月14日 - 2011年3月8日   | 火曜 25:26 - 25:56            | TBS系列  | 共同製作局   |
| 大分県   | 大分放送（OBS）       | 2010年12月30日                  | 木曜 25:10 - 27:10（4話連続） | TBS系列  | 共同製作局   |
| 大分県   | 大分放送（OBS）       | 2011年1月1日                    | 土曜 25:40 - 27:40（4話連続） | TBS系列  | 共同製作局   |
| 大分県   | 大分放送（OBS）       | 2011年1月2日                    | 日曜 25:25 - 27:25（4話連続） | TBS系列  | 共同製作局   |
| 沖縄県   | 琉球放送（RBC）       | 2011年3月14日 - 2011年4月8日    | 月・水・金曜 25:25 - 25:55    | TBS系列  |              |
| 東京都   | TOKYO MX              | 2011年4月3日 - 2011年6月12日    | 日曜 24:30 - 25:00            | 独立局   | S2チャンネル |
| 青森県   | 青森テレビ（ATV）     | 2011年5月6日 - 2011年7月22日    | 金曜 24:20 - 24:50            | TBS系列  |              |
| 兵庫県   | サンテレビ（SUN）     | 2013年1月5日 - 2013年3月23日    | 土曜 24:00 - 25:00            | 独立局   |              |
| 神奈川県 | テレビ神奈川（tvk）   | 2012年1月5日 - 2012年3月23日    | 木曜 25:45 - 26:15            | 独立局   |              |

製作局のHBCやTBCでは深夜枠にて再放送も行われた。
| テレビユー山形 木曜24:45 - 25:15枠           | テレビユー山形 木曜24:45 - 25:15枠 | テレビユー山形 木曜24:45 - 25:15枠    |
| 前番組                                       | 番組名                             | 次番組                                |
| -------------------------------------------- | ---------------------------------- | ------------------------------------- |
| やりすぎコージー 23:50に繰り上がり           | 歌セラ （2010.10.14 - 2010.12.30） | 極嬢ヂカラPREMIUM （2011.1.13 - ）    |
| 東北放送 木曜25:30 - 26:00枠                 |                                    |                                       |
| けいおん!! （2010.4.22 - 10.14）             | 歌セラ （2010.10.21 - 2011.1.13）  | 闇金ウシジマくん （2011.1.20 - 3.31） |
| 北海道放送 火曜25:26 - 25:56枠               |                                    |                                       |
| マルさまぁ〜ず 水曜日24:25 - 24:56枠から移動 | 歌セラ （2010.12.14 - 2011.3.8）   | アザミ嬢のララバイ                    |

## DVD
- 2011年4月29日にポニーキャニオンから4巻同時発売された（レンタルは同年5月3日から開始）。